# Jean Prouvost
 (novembre 2016).
Pour les articles homonymes, voir Prouvost.
Pour les autres membres de la famille, voir Famille Prouvost.
Jean Prouvost, né le 24 avril 1885 à Roubaix et mort le 17 octobre 1978 à Yvoy-le-Marron, est un industriel, patron de presse et homme politique français.

## Biographie

### Famille
Né dans une famille d’industriels du Nord, qui a fondé une dynastie textile sous le Second Empire au milieu du XIXe siècle,, Jean Prouvost est le fils de l'industriel Albert Prouvost (1855-1916), président du tribunal de commerce de Roubaix et propriétaire du château du Vert-Bois, construit par la famille au XIXe siècle, et de Marthe Devemy. Etant le petit-fils du fondateur du Peignage Amédée Prouvost, il est également le cousin germain d'Amédée Prouvost (1877-1909) et de Charles Droulers. 
Après des études au collège des jésuites de Boulogne-sur-Mer puis au Beaumont College d'Old Windsor, en Angleterre, n'étant pas le fils aîné, il devient à vingt-cinq ans le gérant des Filatures Prouvost Masurel et Cie en 1911,  mais ne reprend pas tout de suite l’entreprise familiale Peignage Amédée Prouvost. Le fondateur du groupe, catholique et monarchiste, associé à un domaine en Tunisie, mais qui parcourt aussi à cheval la pampa argentine et les déserts d'Australie, reste des décennies à la barre, malgré six mois de captivité pendant la Première Guerre mondiale.

### Fondation de "La Lainière de Roubaix"
Il crée l'entreprise de filature La Lainière de Roubaix, grâce à un emprunt d'un million de francs, qui se situera plus tard au premier rang de l’industrie textile européenne. En 1906, il épouse l'héritière de l'autre branche de la société, Germaine Lefebvre, qui détient une fortune terrienne . Prouvost voyage aux Etats-Unis, où il est impressionné par le dynamisme de la presse quotidienne. Il n'est à ses débuts qu'un lainier moyen et c'est seulement lorsqu'il s'allia à Albert Béghin, qu'il fait fortune.
Pendant la Première Guerre mondiale, les usines du Nord sont détruites, puis en 1919 reconstruites grâce aux crédits prévus par l'Etat à cet effet, et considérablement agrandies. Il acquiert à la fin de la guerre le quotidien Le Pays, jugé "défaitiste" par Georges Clémenceau, qui l'approche via le ministre de l'armement Louis Loucheur. Dépositaire de la pensée de l'homme politique Joseph Caillaux et dirigé par Gaston Vidal, Le Pays est soupçonné de l'aider à préparer une négociation avec l'Allemagne  et réclame un contrôle plus suivi des généraux par les parlementaires. L'objet du rachat est alors de faire disparaitre ce titre ce qui se produira fin 1919. Louis Loucheur le fait venir dans son bureau pour qu'il réunisse les investisseurs participant à l'augmentation de capital. Ses amis industriels apportent alors deux millions de francs, soit 60% de l'opération. Le ministre assortit son offre de « conditions très favorables » en promettant que l'Agence Havas, alors proche du gouvernement, sera « fermement priée » de fournir de la publicité au Pays.
Louis Loucheur acquiert de son côté lui-même le quotidien Paris-Midi. Cinq ans plus tard, un autre industriel du Nord, Albert Béghin, investit dans le papier pour pouvoir emballer sa production de sucres et lui procure 500000 francs pour acheter en 1924 Paris-Midi,, fondé en 1917 par Maurice de Waleffe, un journal de courses et de Bourse, dont le tirage avait grimpé à 40000 exemplaires grâce au "titres bandeaux" permettant de les lire dans la rue mais qui ne tire plus qu'à dix fois moins,. 
L'opération est aussi voulue par Louis Loucheur, qui était devenu propriétaire de ce quotidien quelques années après la fin de la Première Guerre mondiale, mais avait échoué avec 5000 lecteurs seulement. Prouvost n'y voit pas de source de bénéfices mais Louis Loucheur s'arrange à nouveau pour que l'Agence Havas n'oublie pas d'encourager ce jeune homme intéressé par la presse en général : il veille à ce qu'elle renouvelle son contrat de distribution de la publicité à Paris-Midi, malgré la forte baisse de son tirage.
De son côté, la famille Beghin a pour but alors d'écouler une partie de la surproduction de papier qui sert à envelopper le sucre qu'il produit, au moment où il prévoir d'investir dans le papier,. Prouvost recrute Pierre Lazareff et Hervé Mille, qui vont faire grimper le tirage à 80000 ou 100 000 exemplaires en 1930, selon les sources. 
Jean Prouvost recrute aussi le chroniqueur boursier réputé A.L. Lejeune, invité par Pierre Audiat, lui-même contacté par Joseph Béneix, son ex-camarade dans l'armée, dont les avis sont parfois tirés à part dans une édition spéciale, et l'expert en courses de chevaux Edmond Pontié.
Le quotidien sort désormais à l'heure du déjeuner, celle de la Bourse et des courses mais publie désormais en plus des articles et reportages sur la vie parisienne et le monde des arts et des lettres, permettant au tirage de passer, en cinq ans, de 4000 à 80000 exemplaires, ce qui vaut à Jean Prouvost  le surnom de  « la Midinette ».
Parallèlement, ses usines deviennent au cours des années 1920-30 la filature la plus moderne d'Europe, et employant jusqu'à 8 000 personnes. En 1923, est lancée la gamme Pingouin, puis des boutiques sous franchise, vendant des pelotes de laine teintées, concept jugé novateur. 
Les familles Beghin et Prouvost s'allient ensuite pour acquérir en 1930 le quotidien Paris-Soir, qui va battre en quelques années son rival L'Intransigeant, en misant sur des photos spectaculaires imposant un papier satiné, fourni par Ferdinand Béghin.
Jean Prouvost investit aussi dans l'industrie lainière aux États-Unis et en Tchécoslovaquie. Au gré des regroupements, l'entreprise grandit au point de devenir un empire : les chaussettes Stemm, les chandails Korrigan puis les chemises Lacoste. Entre-temps, La Lainière de Roubaix est devenue en 1924 une société en commandite par actions, qui émet des obligations. Jean Prouvost en a alors cédé la responsabilité directe pour se consacrer entièrement à une carrière dans les entreprises de presse.

### Entreprises de presse d'avant-guerre
En 1924 il achète Paris-Midi, qui tire alors à 4 000 exemplaires, et dont il devient à la fois le bailleur de fonds et le rédacteur en chef.
C'est l'industriel et ex-ministre de l'armement Louis Loucheur qui le convainc que le tirage peut décupler, une fois la situation monétaire de la France rétablie rapidement. Prouvost n'y voit pas de source de bénéfices mais pour le décider Louis Loucheur promet de s'arranger pour que l'Agence Havas n'oublie pas de reconduire son contrat de distribution de la publicité à Paris-Midi, comme elle avait déjà « fermement priée » de fournir de la publicité au  quotidien Le Pays acquis en 1917 par Jean Prouvost, à la demande aussi de Louis Loucheur, qui avait de son côté investi dans de nombreux quotidiens puis un grand site de production de papier à Rouen.
Six ans plus tard, grâce à une politique commerciale et rédactionnelle audacieuse, et le renfort de Pierre Lazareff, Hervé Mille, Paul Bringuier et Gabriel Perreux, le tirage atteint 100 000 exemplaires.
En 1930, il achète Paris-Soir, à nouveau en association avec une autre grande famille industrielle du Nord, les Béghin, qui opèrent une grande sucrerie à Faches-Thumesnil. Il introduit dans ce quotidien national des méthodes qui ont fait leurs preuves aux États-Unis : mise en valeur de gros titres à la une, photos spectaculaires, qualité du papier, et surtout transformation du contenu du journal. Il recrute ce qu'il présente comme les meilleurs journalistes (dont Pierre Lazareff, Paul Gordeaux, correspondant à Londres, et Hervé Mille) et s’assure la collaboration occasionnelle de grands noms de la littérature : Colette couvre les faits divers ; Jean Cocteau fait le tour du monde pour le journal; Georges Simenon enquête sur des affaires criminelles retentissantes. Il utilise comme correspondants de guerre Blaise Cendrars, Joseph Kessel, Antoine de Saint-Exupéry, Paul Gordeaux et, occasionnellement, des envoyés spéciaux comme Maurice Dekobra, Pierre Mac-Orlan, Pierre Daninos. De 70 000 exemplaires en 1930, le tirage de Paris-Soir atteint le chiffre considérable de 1 700 000 en 1936 puis flirte avec les deux millions en 1938-1940. 
Prouvost constitue bientôt un véritable empire de presse comprenant Marie-Claire, magazine féminin racheté en mars 1937, dont le numéro de Noël la même année tire à un million d'exemplaires. Il est confié à sa fille Françoise Prévost[réf. nécessaire]. Puis c'est le journal sportif Match, racheté l'année suivante au groupe Louis-Dreyfus, et qu'il transforme en magazine d'actualités, en s'inspirant de Life.
Vers 1934, il fait décorer son bureau personnel qu'il possède rue Laffitte par Louis Süe, architecte décorateur en vogue. Egalement avant-guerre, l'un des lieutenants de Jean Prouvost a refusé l'offre du publicitaire Marcel Bleustein-Blanchet d'accorder du temps d'antenne, sur Radio Cité, à Paris-Soir pour y réaliser un journal parlé en valorisant les journalistes du quotidien .

### Seconde Guerre mondiale

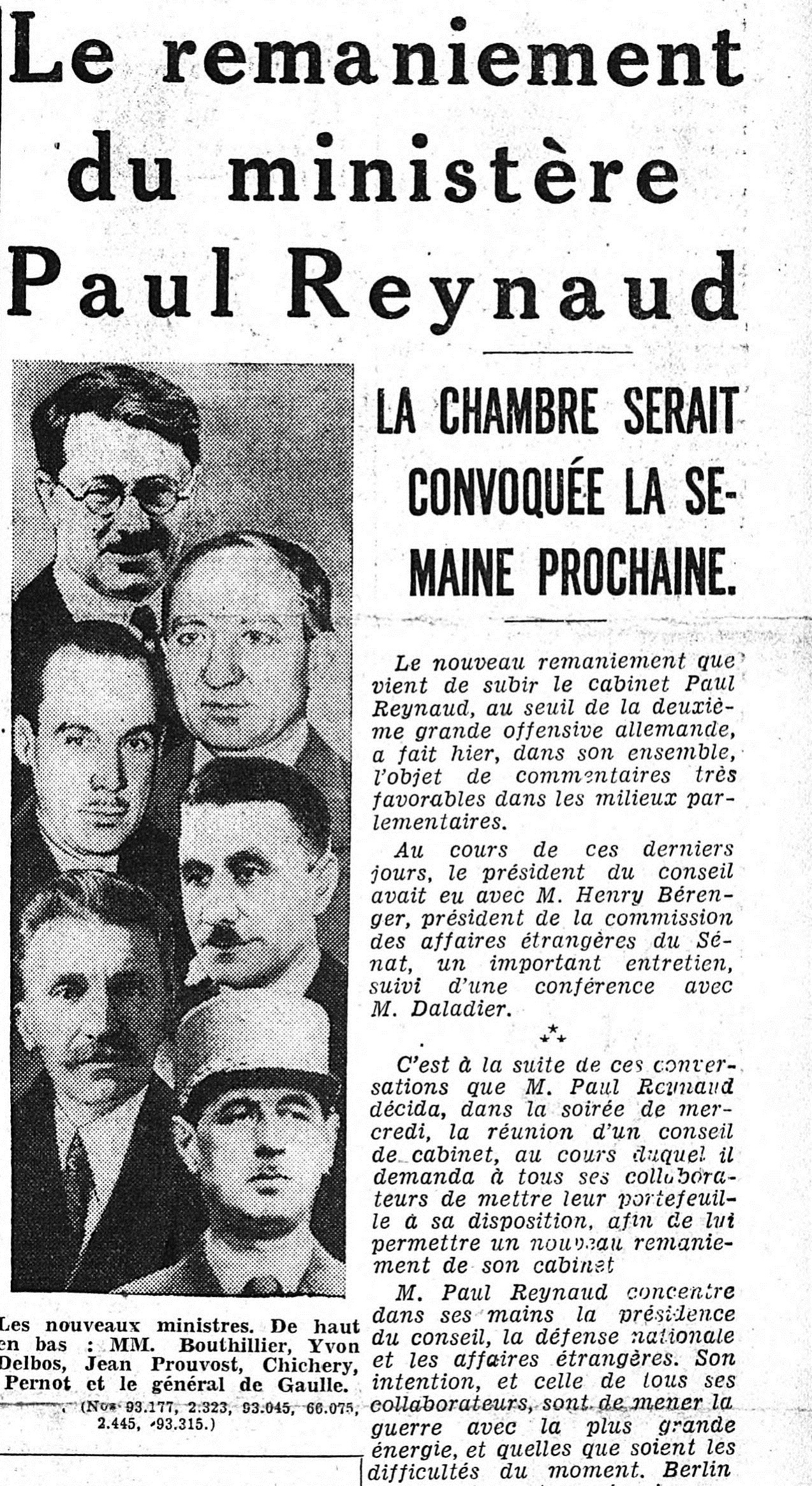
Le remaniement du ministère Paul Reynaud (Le Matin, 7 juin 1940).

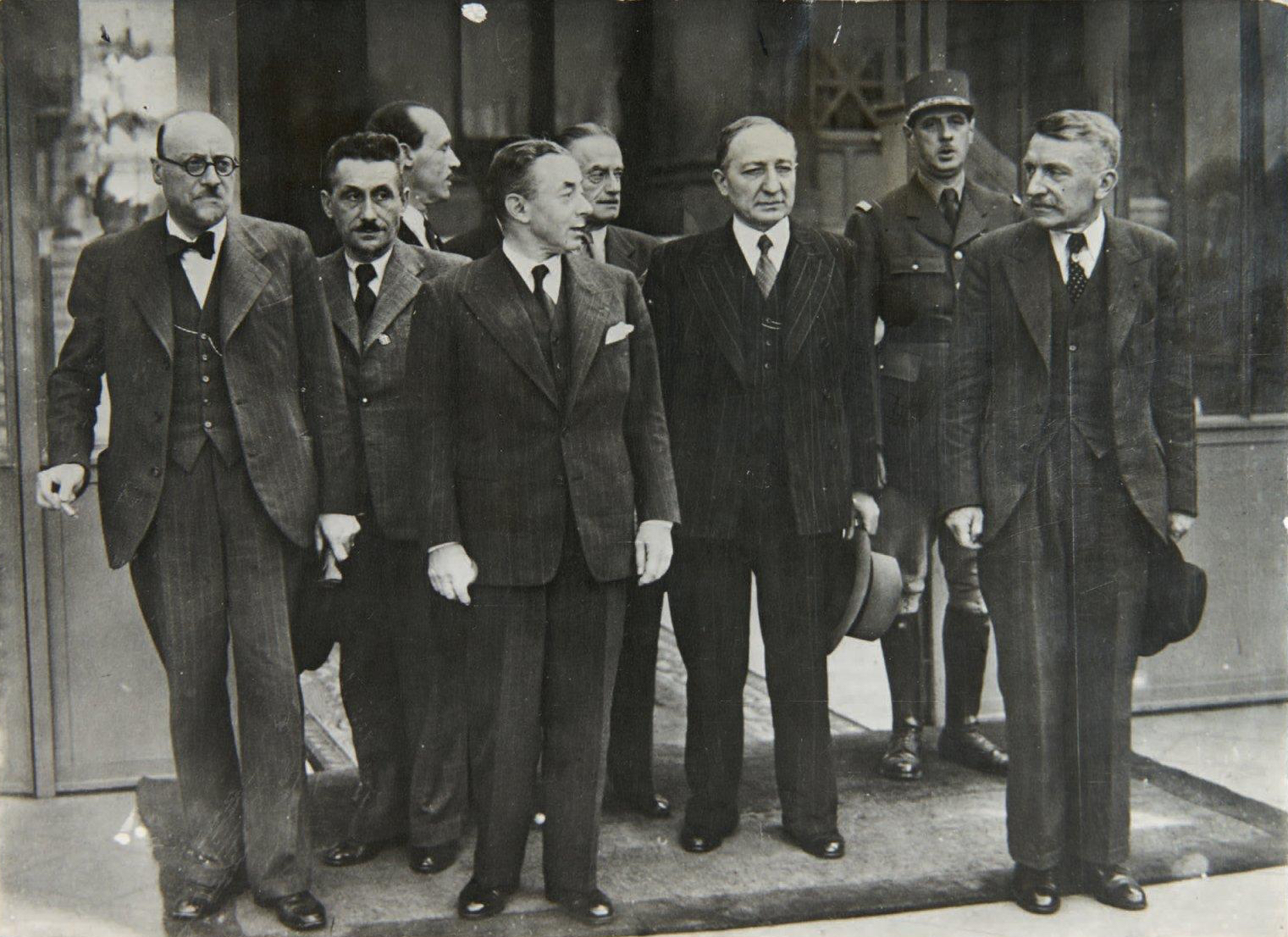
Portrait officiel du gouvernement de Paul Reynaud (6 juin 1940).

Au début de la Seconde Guerre mondiale, alors que la France est envahie et à la veille de déposer les armes, Jean Prouvost devient, le 6 juin 1940, ministre de l’Information dans le gouvernement Paul Reynaud, puis le 19 juin haut-commissaire à l’Information dans le gouvernement Pétain, poste dont il démissionne le 10 juillet 1940, alors que Pétain reçoit les pleins pouvoirs.
Pendant l’Occupation, deux Paris-Soir coexistent : celui de Paris, désavoué par Jean Prouvost et ses collaborateurs, titre qui soutient la collaboration, tandis qu’un autre paraît à Lyon en zone libre. Durant cette période, Jean Prouvost se fait détester aussi bien par le régime de Vichy que par la Résistance,. Sur le marché du magazine, alors que les Allemands favorisent des concurrents à L'Illustration en zone occupée, en zone Sud, Jean Prouvost « écrase le marché avec les 700 000 exemplaires de ses Sept Jours », publiés à Lyon.

### IVeRépublique
À la Libération il est frappé d’indignité nationale, et plusieurs quotidiens, L'Aurore, Front National et Libération, titrent sur le fait que la commission de Justice du Conseil national de la Résistance demande son arrestation, mais la Haute Cour de justice lui accorde un non-lieu en 1947.
Dans le courant de l'année 1948, il prépare la reconstruction de son empire démantelé à la Libération (France-Soir, qui succède à Paris-Soir, ne lui appartient pas — racheté par Hachette, dirigé par son ancien employé, Pierre Lazareff).  Il reçoit le soutien discret de politiques comme Léon Martinaud-Déplat, Henri Queuille ou François Mitterrand. Match renaît sous la direction de Paul Gordeaux, son premier rédacteur en chef, sous le nom de Paris Match avec en couverture du numéro inaugural daté 25 mars 1949 le premier ministre britannique Winston Churchill. Gordeaux, appelé par Pierre Lazareff à France-Soir, confie sa place à Hervé Mille. En 1950 Roger Thérond devient le rédacteur en chef sous la direction d'Hervé Mille. En 1950, le groupe Prouvost-Béghin rachète la moitié des actions du journal Le Figaro. 
Prouvost est élu maire d'un petit village du Loir-et-Cher, Yvoy-le-Marron en 1951 et le restera jusqu'en 1977. 
En 1953, il se brouille avec le directeur de Paris-Match, Philippe Boegner. Ne supportant plus les correspondants de guerre habituels ce dernier a envoyé en Indochine Willy Rizzo, célèbre photographe des stars, qui innove en pénétrant dans un camp de prisonniers Vietminh ou se fâche avec le général Salan par des photos de tranchées, interdites de diffusion et jusque là évités pour pas faire penser à la Première Guerre mondiale.
Puis c'est la relance du magazine féminin Marie Claire en 1954  sous forme de mensuel, avec un premier numéro de 140 pages tiré à un demi-million d'exemplaires. Marie Claire est un grand succès au cours des années 1950, parvenant à un tirage de 1,15 million d'exemplaires en 1960 mais diminue ensuite de plus de moitié, tombant à 531 000 exemplaires en 1981. Entre-temps, Jean Prouvost a lancé en 1973 l'édition française mensuelle du magazine américain Cosmopolitan, qui veut réconcilier féminisme et féminité, diffusant 268 000 exemplaires en 1981.
Parallèlement au lancement de Marie Claire, il récupère ses installations de la rue du Louvre en 1956 et continue à investir dans la laine avec en 1957 la Compagnie australienne de laine filée, qui fait de Roubaix la « capitale mondiale de la laine », employant près de 8 000 personnes en France.

### VeRépublique
En 1960, il est le coacquéreur avec le groupe de presse Hachette d'une publication spécialisée, Télé-60, qu'il transforme en hebdomadaire. C'est Télé 7 jours, journal de télévision dont l'apogée (3 millions d’exemplaires vendus) sera atteint 18 ans plus tard en 1978 et qui prend le relais de Paris Match, concurrencé par l’audiovisuel. L'écrivain Gaston Bonheur  devient le directeur de son empire.
Jean Prouvost et Ferdinand Béghin se déchirent après la mort, le 31 décembre 1964, de Pierre Brisson, qui était la figure de la société fermière d'indépendance protégeant le titre Le Figaro, ses lecteurs et sa rédaction de l'influence directe du propriétaire. Une Société de journalistes est fondée en juillet 1965 .
C'est l'acquisition en 1966 par la Lainière de son grand rival, les Établissements François Masurel, « l'une de ses plus belles victoires », qui fait de son groupe le second ou le premier lainier en Europe selon les sources. Il devient gérant du Peignage Amédée Prouvost (devenu Prouvost et Cie en 1969), et membre du conseil de surveillance de Prouvost S.A., ainsi que cogérant de la Société commerciale Prouvost et Lefebvre. L'expansion textile se poursuit jusqu'en 1973, quand il emploie 15 000 salariés, dont 6 800 à Roubaix, dans 25 filiales assurant 2,4 milliards de francs de ventes. 
Jean Prouvost s’intéresse de plus en plus aux médias et à l'édition : il prend la même année 13% du capital de Radio-Télé-Luxembourg, où il est nommé PDG. Il rebaptise la radio « RTL » et confie la direction de l'antenne à Jean Farran. En 1966 aussi, il devient PDG des éditions Pierre Charron, puis cogérant de la Société d'étude des médias en 1967 et administrateur de éditions Robert Laffont en 1970. 
Entre-temps, le bail de la société fermière d'indépendance du Figaro se termine en mai 1969. La rédaction fait grève pendant deux semaines contre l'intégration dans le groupe Prouvost,. Un administrateur provisoire est désigné, mais l'actionnaire finit par gagner des procès et en juin 1970, achète l'autre moitié du journal, appartenant à Ferdinand Béghin, son ex-associé. Il prépare une édition dominicale qui ne verra pas le jour. Finalement, la rédaction gagne en justice, au moins en partie, ce qui lui permet de négocier avec Jean Prouvost l'accord du 23 mars 1971. Louis Gabriel-Robinet, qui la représente, devient président du directoire et directeur de la rédaction,.
En décembre 1973, Le Figaro reprend aussi à Ferdinand Béghin la moitié de Paris-Match et Marie-Claire, en lui versant 35 millions de francs environ. Mais il ne peut exercer son pouvoir en raison de la société fermière d'indépendance, toujours au contrôle dans Le Figaro, et qui chapeaute le groupe. Ces acquisitions lui suscitent au même moment des difficultés de trésorerie et les banques s'inquiètent, sur fond de Premier choc pétrolier.
À partir de 1974, l’empire Prouvost entre dans une période de difficultés. En juillet 1975, Le Figaro est vendu à Robert Hersant, tandis qu’en juin 1976, Télé 7 jours passe au groupe Hachette, quant à Paris Match, il est repris par le groupe Filipacchi.
À la mort de Jean Prouvost, survenue en octobre 1978, seules les publications féminines restent dans le giron de sa famille.

## Vie privée
Il avait épousé Germaine Lefebvre (décédée en 1973), fille d'Edmond Henri Lefebvre, industriel à Roubaix, et de Julie Marie Grimonprez. Sa seconde épouse Elisabeth Clerc est décédée en 1977 (épouse en premières noces de l’avoué Roger Danet (1899-1974), président du Racing club de France et vice-président de la Fédération française de rugby, elle est la mère de Guy et Alain Danet).
Jean Prouvost est le père de l'industriel Jacques Prouvost (1906-1960).
Il eut cinq petites-filles (dont Évelyne Prouvost, fondatrice du Groupe Marie Claire) qui héritèrent à sa mort d'un vaste domaine en Sologne, le Domaine de Saint-Jean. Il possédait également une vaste propriété au cap Ferrat qu'il prêtait aux grands reporters de Paris Match, ainsi que du domaine Saint-Jacques du Couloubrier à Grasse entre 1964 à 1975, par la suite propriété de Patrick Diter.

#### Sur Jean Prouvost
- Philippe Boegner, Oui Patron. La fabuleuse histoire de Jean Prouvost qui, de Paris-Soir à Paris-Match a créé le premier empire de presse français, Paris, Julliard, 1976.
- Philippe Boegner, "Presse, argent, liberté", Fayard, 1969.
- Marcel Haedrich, Citizen Prouvost. Le portrait incontournable d'un grand patron de la presse française, Levallois-Perret, Filipacchi Éditions, 1995,  (ISBN 9782850183904).
- Thierry Prouvost, La Saga des Prouvost, préface de Pierre de Bizemont, s.l., T. Prouvost, 2010-2016, tome 3.
- Jacqueline Puyau, « PROUVOST JEAN - (1885-1978) », Encyclopædia Universalis en ligne, sur abonnement.
- [vidéo], Les Prouvost, de fil en aiguille, documentaire de Marc Desoutter, série « Saga du Nord » no 3, France 3 Région Nord Pas-de-Calais/Flair Production, diffusion le 22 février 2016.
- Pierre Pouchain, Les maîtres du Nord: du XIXe siècle à nos jours, Perrin, 1998

#### Sur ses journaux
- Raymond Barillon, Le cas Paris-Soir, Paris, Armand Colin, collection « Kiosque », 1959.
- Guillaume Hanoteau, La fabuleuse aventure de Paris-Match. Paris, Plon, 1972.